# Kaduho
Kaduho（日语：カヅホ，9月13日—），日本漫畫家、插畫家。男性。出身於栃木縣，現居東京都。桐生第一高校畢業後，就讀桐生短期大學（今桐生大學短期大學院）藝術設計學系（2004年），阿佐谷美術專門學校畢業。
於芳文社月刊雜誌《Manga Time Kirara Carat》2008年1月號短篇發表、同年7月號開始連載《愛殺寶貝》至今。同時以「腹痛」名義進行同人活動。

## 創作風格
業餘時期，經常畫擬人化等人外的角色。《愛殺寶貝》是他第一次用4格漫畫的方式，更習慣用故事的形式來畫。
喜歡超現實的噱頭，但他認為自己覺得很有趣，因為「我知道我喜歡的噱頭對其他人來說並不好」和「如果我只畫出我想要看的東西，沒有人會笑」，所以很小心地畫周圍的人認為有趣的噱頭，而不是自己認為有趣的噱頭。

## 人物
喜好生物或是UMA。興趣是玩格鬥遊戲和下廚。相當喜歡各式各樣的怪物，曾經參加在阿佐谷舉行瑪坦戈服裝為主題的萬聖節服裝比賽，並得到亞軍。
高中時期是橄欖球社所屬，但這是我父母在我還是學生時鍛煉身體之方針。
似乎與同樣在《Manga Time Kirara Carat》連載《春美領域》的漫畫家大沖有緣，並在特刊中客串插畫。

## 作品列表

### 漫畫
- 愛殺寶貝（2008年1月號、7月號－）《Manga Time Kirara Carat》連載中。青文出版社代理。
- （2011年8月10日－2019年10月30日）《COMIC METEO（日语：COMIC メテオ）》連載。2012年10月從《FlexComix Blood（日语：FlexComixブラッド）》轉移。
- （2015年2月27日－）《Comic電擊大王G》連載中。

#### 短篇
- 3分空手教室（《4格nano Ace（日语：4コマnanoエース）》4號）
- （《Mangatime Kirara Carino（日语：まんがタイムきららカリノ）》1號）
- 電電（《電擊4格大王小萌》3號）
- 吸血會議（《COMIC METEO（日语：COMIC メテオ）》2012年10月24日）作為單行本第1冊頁尾附錄短篇。
- 歡迎光臨COMITIA！（《Dear's Magazine》102號）
- 愛殺式（《YUYU式》聯名合作漫畫）

#### 同人誌
- （COMITIA95）
- TeKeTeKe（COMITIA98）
- PPP（COMITIA99）
- （COMITIA104）
- （COMITIA127，同人團體聯名同人誌《三夜怪談》收錄）
- （COMITIA128）
- （COMITIA129，同人團體聯名同人誌收錄)

### 選集、致敬漫畫
- 笑園漫畫大王
  - 《笑園漫畫大王》10週年紀念Mook《大阪萬博》
- K-ON！輕音部
  - 「K-ON！輕音部」漫畫選集 （《Manga Time Kirara》2009年9月號附錄）
  - K-ON！輕音部 漫畫選集1
- 向陽素描
  - 向陽素描 漫畫選集1
- A頻道
  - A頻道 漫畫選集1
- 一起一起這裡那裡
  - 一起一起這裡那裡 漫畫選集1
- 魔法少女小圓
  - 魔法少女小圓 4格漫畫選集1
- 偶像大師 灰姑娘女孩
  - 偶像大師 灰姑娘女孩 Shuffle!!
- Splatoon
  - Splatoon 4格&Play漫畫
- 笨拙之極的上野
  - 笨拙之極的上野 6冊限定版 官方選集小冊子【上野本】
- BATON RELAY（日语：BATON RELAY）
  - 作為BATON=RELAY官方(?)漫畫創作者連載《=》。全14回。

### 插圖
- 「自由」（《GANGAN ONLINE》2009年6月25日）
- 向陽素描×☆☆☆（第4話背景提供）
- 日常（《4格nano Ace（日语：4コマnanoエース）》Vol.15 雜誌附錄海報）
- YUYU式（第11話片尾插圖）
- 黑色子彈（第四話片尾插圖）
- 請問您今天要來點兔子嗎？（第7羽片尾插圖）
- 灰色的樂園（第8話片尾插圖）
- ULTRA SUPER ANIME TIME（日语：ULTRA SUPER ANIME TIME）（4th SEASON第2回背景提供）
- 三者三葉（第8話片尾插圖）
- 愛麗絲與藏六（動畫化紀念應援插圖）
- 電影動畫《黃金拼圖Thank you!!》（應援留言）[9]

### 遊戲
- 閃耀幻想曲（人物設定、監修）

## 外部連結
- （日語）－Kaduho的官方個人網站。
- （日語）－Kaduho的官方個人部落格。
- Kaduho的X（前Twitter） （日語）